# Touch It
«Touch It» es el segundo y último sencillo publicado de la cantante inglesa Holly James.

## Sencillo
El sencillo fue publicado de la mano de Tommy Boy Records UK, una discográfica de música Dance y House independiente de Londres (UK).
El maxisencillo fue publicado el 6 de octubre de 2003 en el Reino Unido e Irlanda, pero debido a la fuerte competencia de los sencillos de otros cantantes como Sophie Ellis-Bextor, Kylie Minogue, Sugababes o Ashanti, el sencillo fraguó en UK, llegando solo al #58 en el Reino Unido. En Irlanda, el sencillo llegó al #108.
Dos semanas después, fue publicado en todo el mundo, pero con escaso éxito, llegando al #99 en Francia y no consiguiendo llegar a las listas de Australia, China, Alemania y Japón.

## Posicionamiento
| Posición | 84 | 75 | 58 | 81 | 158 | 256 | Out | Out |

| Posición | 129 | 108 | 149 | 215 | Out | Out |

| Posición | 99 | Out |

- Datos: Q6151137